# 巴特施泰本
巴特施泰本是德国巴伐利亚州的一个市镇。总面积25.84平方公里，总人口3444人，其中男性1603人，女性1841人（2011年12月31日），人口密度133人/平方公里。